# Trophée Outland
Le trophée Outland (en anglais : Outland Trophy) est décerné au meilleur joueur de ligne intérieure, aussi bien défensif qu'offensif, de football américain universitaire aux États-Unis par la Football Writers Association of America. Il est nommé en l'honneur de John H. Outland (en).
En fin d'année 1895, John Outland entre à l'Université du Kansas. Il avait joué pendant 2 saisons comme capitaine de l'équipe de l'Université William Penn dans l'Iowa. Alors qu'il y regardait un entraînement, il fut remarqué par le capitaine universitaire qui lui donna un uniforme. Trois jours plus tard, il jouait pour l'équipe universitaire. Après une saison avec 6 victoires pour 1 défaite, il est transféré à l'Université de Pennsylvanie où il s'installa. De 1897 à 1899, Outland et le Hall of Fame Truxtun Hare conduisirent Penn à un bilan de 35 victoires pour seulement 4 défaites et 3 nuls. Outland y obtient son diplôme de médecine et est chirurgien lors de la Première Guerre mondiale où il atteint le grade de major. Il s'essaye comme entraîneur au College Franklin & Marshall en 1900, au Kansas en 1901 et à Washburn en 1904 et 1905.
Outland avait toujours soutenu que les postes de Tackle et de Guard en football américain méritaient une plus grande reconnaissance. Il conçut le trophée Outland pour ce faire.
En 1988, Jim Ridlon fut chargé de concevoir et sculpter le Trophée Outland, lequel est devenu l'un des plus prestigieux prix du football universitaire.

## Le palmarès
| Années | Joueurs              | Positions | Équipes              |
| ------ | -------------------- | --------- | -------------------- |
| 1946   | George Connor        | T         | Notre Dame           |
| 1947   | Joe Steffy           | G         | Army                 |
| 1948   | Bill Fischer         | G         | Notre Dame           |
| 1949   | Ed Bagdon            | G         | Michigan State       |
| 1950   | Bob Gain             | T         | Kentucky             |
| 1951   | Jim Weatherall       | T         | Oklahoma             |
| 1952   | Dick Modzelewski     | T         | Maryland             |
| 1953   | J. D. Roberts        | G         | Oklahoma             |
| 1954   | William "Bud" Brooks | G         | Arkansas             |
| 1955   | Cal Jones            | G         | Iowa                 |
| 1956   | Jim Parker           | G         | Ohio State           |
| 1957   | Alex Karras          | T         | Iowa                 |
| 1958   | Zeke Smith           | G         | Auburn               |
| 1959   | Mike McGee           | T         | Duke                 |
| 1960   | Tom Brown            | G         | Minnesota            |
| 1961   | Merlin Olsen         | T         | Utah State           |
| 1962   | Bobby Bell           | T         | Minnesota            |
| 1963   | Scott Appleton       | T         | Texas                |
| 1964   | Steve DeLong         | T         | Tennessee            |
| 1965   | Tommy Nobis          | G         | Texas                |
| 1966   | Loyd Phillips        | DT        | Arkansas             |
| 1967   | Ron Yary             | OT        | USC                  |
| 1968   | Bill Stanfill        | DT        | Georgia              |
| 1969   | Mike Reid            | DT        | Penn State           |
| 1970   | Jim Stillwagon       | MG        | Ohio State           |
| 1971   | Larry Jacobson       | DT        | Nebraska             |
| 1972   | Rich Glover          | MG        | Nebraska             |
| 1973   | John Hicks           | OT        | Ohio State           |
| 1974   | Randy White          | DT        | Maryland             |
| 1975   | Lee Roy Selmon       | DT        | Oklahoma             |
| 1976   | Ross Browner         | DE        | Notre Dame           |
| 1977   | Brad Shearer         | DT        | Texas                |
| 1978   | Greg Roberts         | C/G       | Oklahoma             |
| 1979   | Jim Ritcher          | C         | North Carolina State |
| 1980   | Mark May             | OT        | Pittsburgh           |
| 1981   | Dave Rimington       | C         | Nebraska             |
| 1982   | Dave Rimington       | C         | Nebraska             |

| Années | Joueurs                 | Positions | Équipes          |
| ------ | ----------------------- | --------- | ---------------- |
| 1983   | Dean Steinkuhler        | G         | Nebraska         |
| 1984   | Bruce Smith             | DT        | Virginia Tech    |
| 1985   | Mike Ruth               | NG        | Boston College   |
| 1986   | Jason Buck              | DT        | BYU              |
| 1987   | Chad Hennings           | DT        | Air Force        |
| 1988   | Tracy Rocker            | DT        | Auburn           |
| 1989   | Mohammed Elewonibi      | G         | BYU              |
| 1990   | Russell Maryland        | NT        | Miami (FL)       |
| 1991   | Steve Emtman            | DT        | Washington       |
| 1992   | Will Shields            | G         | Nebraska         |
| 1993   | Rob Waldrop             | NG        | Arizona          |
| 1994   | Zach Wiegert            | OT        | Nebraska         |
| 1995   | Jonathan Ogden          | OT        | UCLA             |
| 1996   | Orlando Pace            | OT        | Ohio State       |
| 1997   | Aaron Taylor            | G         | Nebraska         |
| 1998   | Kris Farris             | OT        | UCLA             |
| 1999   | Chris Samuels           | OT        | Alabama          |
| 2000   | John Henderson (en)     | DT        | Tennessee        |
| 2001   | Bryant McKinnie         | OT        | Miami (FL)       |
| 2002   | Rien Long               | DT        | Washington State |
| 2003   | Robert Gallery          | OT        | Iowa             |
| 2004   | Jammal Brown            | OT        | Oklahoma         |
| 2005   | Greg Eslinger           | C         | Minnesota        |
| 2006   | Joe Thomas              | OT        | Wisconsin        |
| 2007   | Glenn Dorsey            | DT        | LSU              |
| 2008   | Andre Smith             | OT        | Alabama          |
| 2009   | Ndamukong Suh           | DT        | Nebraska         |
| 2010   | Gabe Carimi             | OT        | Wisconsin        |
| 2011   | Barrett Jones           | OT        | Alabama          |
| 2012   | Luke Joeckel            | OT        | Texas A&M        |
| 2013   | Aaron Donald            | DT        | Pittsburgh       |
| 2014   | Brandon Scherff         | OT        | Iowa             |
| 2015   | Joshua Garnett          | G         | Stanford         |
| 2016   | Cam Robinson            | OT        | Alabama          |
| 2017   | Ed Oliver               | DT        | Houston          |
| 2018   | Quinnen Williams        | DT        | Alabama          |
| 2019   | Penei Sewell            | OT        | Oregon           |
| 2020   | Alex Leatherwood        | OT        | Alabama          |
| 2021   | Jordan Davis            | DT        | Georgia          |
| 2022   | Olusegun Oluwatimi (en) | C         | Michigan         |

## Trophées gagnés par Équipes
| Équipes          | Nombre |
| ---------------- | ------ |
| Nebraska         | 9      |
| Alabama          | 6      |
| Oklahoma         | 5      |
| Iowa             | 4      |
| Ohio State       | 4      |
| Minnesota        | 3      |
| Notre Dame       | 3      |
| Texas            | 3      |
| Arkansas         | 2      |
| Auburn           | 2      |
| BYU              | 2      |
| Georgia          | 2      |
| Maryland         | 2      |
| Miami (FL)       | 2      |
| Pittsburgh       | 2      |
| Tennessee        | 2      |
| UCLA             | 2      |
| Wisconsin        | 2      |
| Air Force        | 1      |
| Arizona          | 1      |
| Army             | 1      |
| Boston College   | 1      |
| Duke             | 1      |
| Houston          | 1      |
| Kentucky         | 1      |
| Michigan State   | 1      |
| Penn State       | 1      |
| Stanford         | 1      |
| Texas A&M        | 1      |
| USC              | 1      |
| Utah State       | 1      |
| Virginia Tech    | 1      |
| Washington       | 1      |
| Washington State | 1      |